# Alexis von Roenne
Alexis Freiherr von Roenne  (Curlandia, Rusia, hoy Letonia, 3 de febrero de 1903 - Plötzensee, Berlín, 12 de octubre de 1944) fue un coronel alemán del estado mayor de las fuerzas armadas. Estuvo vinculado con la resistencia contra Hitler y el nazismo.

## Biografía

### Segunda Guerra Mundial
Alexis Freiherr von Roenne trabajó durante la Segunda Guerra Mundial en el Alto Mando del Ejército alemán, encargado del reconocimiento militar del Frente Occidental y más tarde el frente Atlántico. En marzo de 1943 fue nombrado Coronel en jefe del departamento. Roenne tenía talento político y militar. Gracias a la total confianza que Hitler tenía en Roenne en 1943, convenció a la cúpula militar alemana de la autenticidad de una estratagema de los aliados codificada bajo la Operación Mincemeat, en la que los alemanes fueron distraídos de la invasión de Sicilia.
Alexis Freiherr von Roenne vio amenazados sus valores cristianos por el nazismo, así como Wilhelm Canaris y el Círculo de Kreisau, que estaban convencidos de que la ya previsible consecuencia de la guerra para Alemania sería la ruina, y únicamente podría ser evitada con el asesinato de Hitler o con la victoria aliada.

### Resistencia
Alexis von Roenne no participó en el atentado contra Hitler por escrúpulos cristianos el 20 de julio de 1944, pero tuvo conocimiento de ellos a través de los lazos de amistad que lo vinculaban con los líderes de la resistencia contra el nazismo. Fue detenido inmediatamente después del 20 de julio y a continuación interrogado por primera vez. Dos semanas más tarde, fue detenido de nuevo y, aunque se le ofreció antes de su detención la oportunidad de infiltrarse en la resistencia francesa, lo rechazó con estas palabras: «Un oficial prusiano no rompe un juramento», sabiendo que esta decisión significaría su muerte, habida cuenta de que él había conocido durante su servicio en inteligencia militar innumerables crímenes secretos del régimen nazi. Este comportamiento es un ejemplo de la tragedia del conflicto de conciencia de muchos oficiales de la Wehrmacht, adversarios convencidos del nazismo.
En su interrogatorio por la Gestapo, afirmó que las políticas raciales del estado nazi eran incompatibles con sus valores cristianos. Fue condenado a muerte el 5 de octubre de 1944 por un Tribunal Popular y ahorcado el 12 de octubre de 1944 en la prisión de Plötzensee, en Berlín.

## Vida privada
De Roenne Dieskau estaba casado con Úrsula von Bülow en Halle; se casó el 16 de septiembre de 1935 en Bülow'schen. Dejó atrás a su esposa y sus dos hijos pequeños.